# Aktium
Aktium sont des montagnes russes aquatiques du constructeur Mack Rides se trouvant au parc Cinecittà World, situé à Castel Romano, dans la Municipio IX de Rome en Italie.

## Description
Le scénario de l'attraction se base sur la bataille d'Actium. En l'an 31 av. J.-C., cette grande bataille navale se déroule près d'Actium sur la côte occidentale de la Grèce. Elle met aux prises les forces d'Octave et celles de Marc Antoine et Cléopâtre. Par son ampleur et ses conséquences, elle est généralement considérée par les historiens comme l'une des batailles navales les plus importantes de l'histoire.
Le grand édifice romain du Ier siècle est dessiné par Dante Ferretti. Les affiches commerciales accolent au nom Aktium le sous-titre « La nascite dell'impero ».

## Le parcours
Le train quitte la gare pour entamer le premier lift. Arrivé en haut, le train effectue un virage légèrement en pente avant d'entamer la première descente et de finir sa course dans l'eau. Le train entame alors l'ascension d'un deuxième lift, effectue un deuxième virage légèrement en pente avant d'entamer la descente finale qui est dotée d'une bosse en bas de celle-ci.

## Trains et sécurité
Aktium possède des embarcations de 16 passagers, assis par rangs de quatre.
Les embarcations utilisent un système de barres de sécurité individuelles (protection au niveau du bas-ventre).

## Restrictions
Les usagers de l'attraction doivent être âgés de 5 ans au minimum et mesurer 1,10 mètre.